# Aqualignicola hyalina
Aqualignicola hyalina är en svampart som beskrevs av Ranghoo, K.M. Tsui & K.D. Hyde 2001. Aqualignicola hyalina ingår i släktet Aqualignicola och familjen Annulatascaceae.  Inga underarter finns listade i Catalogue of Life.